# Vágott verzió
A Vágott verzió (eredeti cím: The Final Cut) 2004-ben bemutatott színes, magyarul beszélő, amerikai–kanadai–német thriller, sci-fi.

## Történet
A történet egy Zoe Chip nevű eszköz körül forog. A Zoe Chip-et a születés előtt beültetik, amely ettől a pillanattól kezdve minden eseményt rögzít, amit a hordozója lát. Ebből a rögzített filmből készítik a emlékvideót a temetésre a kijelölt vágók, akiknél egy fontos szabály van, nekik nem lehet Zoe Chip-jük.
Egy befolyásos ember halála után felkérik Alan Hackmant (Robin Williams) a legjobb ismert vágót, készítse el az elhunyt emlékvideóját. A chipet többen szeretnék megszerezni, információtartalma miatt. A vágás közben megismerjük az elhunyt jó és eltitkolt oldalát is. A részletekben Hackman felfedez egy ismerőst, aki az ő életében is fontos szerepet játszott, és aki tragikus körülmények között tűnt el mellőle. Ettől kezdve már nem csak a vágás, hanem egy régen eltemetett emlék felidézése, egy nyitott történet lezárása, és talán saját megtisztulása keresése is fontossá válik számára. Hackman nem csak egy megható emlékvideót állít össze, hanem haláláig védi a chip tartalmát, azonban kiderül, hogy a szülei neki is vásároltak egy chipet.

## Szereplők
| Színész           | Szerep             | Magyar hang |
| ----------------- | ------------------ | ----------- |
| Robin Williams    | Alan W. Hackman    | Maros Gábor |
| Mira Sorvino      | Delila             |             |
| Jim Caviezel      | Fletcher           |             |
| Mimi Kuzyk        | Thelma             |             |
| Stephanie Romanov | Jennifer Bannister |             |

## Díjak és jelölések
Berlini Nemzetközi Filmfesztivál (2004)
- jelölés: Arany Medve (Omar Naim)